# Достопримечательности Смоленска
Достопримечательности Смоленска — одного из самых древних городов России, из года в год притягивают в город все больше и больше туристов.
Успенский кафедральный собор, Смоленская крепостная стена — самая протяженная из всех крепостей и кремлей на Руси, храмы XII века, усадебные комплексы Талашкино, Новоспасское, Хмелита — вот главные объекты показа в городе.

## Архитектурные достопримечательности

### Исторические
- Свято-Успенский кафедральный собор Успения Пресвятой Богородицы, главный храм Смоленска
- Смоленская крепостная стена — памятник культуры федерального значения
- Храм Петра и Павла на Городянке (XII вв)
- Церковь Иоанна Богослова (XII вв)
- Церковь Михаила Архангела (XII вв)
- Кузница в Смоленске — самая древняя гражданская постройка в городе
- Авраамиев монастырь
- Борисоглебский монастырь
- Верхне-Георгиевская церковь
- Вознесенский монастырь
- Католический храм Непорочного Зачатия Пресвятой Девы Марии, уникальный памятник архитектуры, который из-за невмешательства местных властей постепенно разрушается
- Собор на протоке
- Соборная гора
- Спасский монастырь
- Троицкий монастырь на Кловке
- Троицкий монастырь
- Храмовый комплекс на Кашена
- Храмовый комплекс на Старой Ленинградской
- Церковь Воздвижения
- Церковь Воскресения
- Церковь Георгия Победоносца
- Церковь Покрова
- Церковь Спаса Преображения на Революционной
- Церковь Спаса Преображения на Окопной
- Церковь Святой великомученицы Варвары (Смоленск) Церковь Святой великомученицы Варвары

### Архитектура советского периода
- Здание администрации Смоленской области

## Городские улицы, площади и районы исторической застройки
- Площадь Ленина
- Площадь Победы
- улица Карла Маркса
- улица Ленина
- улица Глинки
- улица Пржевальского
- улица Большая Советская

## Памятники
- Памятник «Благодарная Россия — Героям 1812 года»
- Памятник Софийскому полку
- Памятник защитникам Смоленска 1812 года
- Памятник Фёдору Коню
- Памятник Александру Твардовскому и Василию Тёркину
- Сквер памяти героев
- Скульптура оленя (Смоленск)
- Памятник Кутузову
- Опалённый цветок
- Памятник Ленину
- Памятник Микешину
- Памятник воинам, защитникам и освободителям Смоленска
- Памятник на могиле генерал-майора А. А. Скалона
- Памятник М. И. Глинке
- Памятник князю Владимиру на набережной Днепра
- Памятник Авраамию Смоленскому
- Бюст А. С. Пушкина (Смоленск)
- Памятник М. В. Исаковскому
- Памятник Борису Васильеву
- Памятный знак А. В. Суворову
- Кот Смоленский
- Бюст С. Т. Конёнкова
- Бюст Ю. А. Гагарина
- Бюст космонавта Андриана Николаева
- Бюст Михаила Егорова
- Памятник А. Г. Лопатину
- Бюст С. А. Лавочкину
- Бюст Марие Ильиничне Ульяновой
- Курган Бессмертия
- Памятник Владимиру Куриленко
- Памятник Н. В. Крыленко
- Памятник погибшим пожарным
- Памятник Шкадову
- Памятник «Штык» в честь защитников Смоленска в Великой Отечественной войне
- Памятники самолётам Як-18Т, МиГ-17 и Миг-23, Як-42 и бомбардировщику Ту-16
- Памятник железнодорожникам, погибшим в Великой Отечественной войне
- Памятный знак в честь партизан Отечественной войны 1812 года
- Мемориальный комплекс Смолянам, исполнявшим интернациональный долг
- Мемориальный комплекс 45 тысячам узников концентрационного лагеря

## Театры
- Смоленский государственный драматический театр имени А.С.Грибоедова
- Смоленский Камерный театр
- Смоленский Театр юного зрителя
- Смоленский областной театр кукол

## Музеи
- Смоленский исторический музей
- Музей "Смоленщина в годы Великой Отечественной войны"
- Музей «Смоленск — щит России»
- Художественная галерея
- Музей скульптуры Сергея Тимофеевича Коненкова
- Музей «Городская кузница XVII века»
- Музей "Смоленский лен"
- Музей "В мире сказки"
- Музей-квартира «Александр Трифонович Твардовский в Смоленске»
- Смоленский музей русской водки (закрыт с 2015 года)
- Молодёжный центр-музей имени адмирала Нахимова
- Смоленский зоопарк-экзотариум
- Творческая гончарная мастерская «Смоленская Изба»

## Сады, парки и места отдыха
- Лопатинский сад
- Сад Блонье
- Реадовский парк
- Красный бор
- Соловьиная Роща

## Достопримечательности транспорта
- Железнодорожный вокзал
- Пригородный вокзал